# Schlagobers
Schlagobers (Nata muntada), op. 70, és un ballet en dos actes compost entre 1921 i 1922 per Richard Strauss sobre un llibret del mateix compositor. Es va estrenar el 9 de maig de 1924 a l'Òpera de l'Estat de Viena.

## Origen i context
Mentre era co-director de l'Òpera de l'Estat de Viena amb Franz Schalk de 1919 fins al 1924, Strauss va buscar fer reviure les fortunes de l'empresa de ballet resident, lluitant després de l'esfondrament de l'Imperi Austrohongarès. Va reclutar al coreògraf Heinrich Kröller (1880–1930) de l'Òpera de l'Estat de Berlín i va col·laborar amb ell en una sèrie de produccions, refent la seva feina més primerenca pels Ballets Russes Josephslegende (1922), i arranjant la música de Schumann, François Couperin, Beethoven, i Gluck per, respectivament, Karneval (1922), Ballettsoirée (1923), Die Ruinen von Athen (1924), i Don Juan (1924). Més ambiciós era Schlagobers, estrenada durant les celebracions oficials pel seixantè aniversari del compositor.